# The Vampire Diaries
The Vampire Diaries (no Brasil, Diários do Vampiro; em Portugal, Crónicas Vampíricas) é uma série de livros de terror e romance da autora norte-americana L. J. Smith sobre a vida de uma garota chamada Elena Gilbert que se vê envolvida com dois irmãos vampiros, Stefan e Damon Salvatore. Em 2009, a série literária foi adaptada para uma série de televisão para o canal The CW.

## Sinopse
Elena Gilbert, uma garota órfã que vive com sua tia, Judith, e sua irmã mais nova, Margaret, ainda está muito abalada com a perda de seus pais. Elena estava de férias na França, mas, no começo do ano letivo, volta à pequena cidade de Fell's Church, onde reencontra suas melhores amigas: a sensata Meredith e a pequena Bonnie. Um rapaz chega à escola logo em seguida. Elena descobre que seu nome é Stefan Salvatore. Entretanto, a vida de Stefan é rodeada de vários mistérios, que são intensificados com a chegada de seu irmão mais velho, Damon Salvatore. Os irmãos têm antigas desavenças, que foram geradas pelo amor a uma mesma mulher, Katherine. Numa atmosfera de mistério, suspense e amores, os segredos vampíricos e sobrenaturais da pequena cidade são intensificados com inúmeros acontecimentos extraordinários, e Elena, Stefan e Damon se veem cada vez mais ligados.

## História das publicações
A série foi publicada originalmente entre 1991 à 1992 e gira em torno de Stefan Salvatore e Elena Gilbert como os dois protagonistas principais. Os três primeiros romances da série original (The Awakening, The Struggle e The Fury) apresentam Stefan e Elena como os narradores da série, enquanto o último livro da série original, Dark Reunion, é do ponto de vista de Bonnie McCullough.
Depois de um hiato de quase 16 anos de escrita, Lisa anunciou que novos livros de The Vampire Diaries estavam em desenvolvimento. A primeira parte da nova trilogia The Vampire Diaries - The Return, foi publicada em 10 de fevereiro de 2009 com o título Nightfall. Shadow Souls, o segundo livro da trilogia foi lançado em 16 de março de 2010. O terceiro e último livro da trilogia "The Return", Midnight, foi lançado em 15 de março de 2011.
Uma nova trilogia após "The Return", The Vampire Diaires - The Hunters, foi escrita por um ghostwriter. Na verdade, Smith assinou um contrato de "trabalho contratado" quando ela escreveu a trilogia original de Vampire Diaries, o que significa que a editora Alloy possui os direitos autorais da série. Smith pretendia originalmente chamar os livros da trilogia "The Hunters" de Phantom, Evensong e Eternity, mas o terceiro livro foi chamado de Destiny Rising pelo ghostwriter. Phantom foi lançado em 25 de outubro de 2011, Moonsong em 13 de março de 2012, e Destiny Rising em 23 de outubro de 2012.
A trilogia The Vampire Diaires - Salvation foi escrita pelo ghostwriter Aubrey Clark. O primeiro livro, Unseen, foi lançada em 2 de maio de 2013,  o segundo livro, Unspoken, em 7 de novembro de 2013, e o terceiro e último livro, Unmasked, em 8 de maio de 2014. Os primeiros dois livros da trilogia "Salvation" foi lançada pela primeira vez na Amazon.com como brochura e e-book, enquanto Unmasked estava disponível para pré-venda em cinco formatos em 11 de março de 2014 na Amazon.com.
Em 15 de janeiro de 2014, Smith anunciou que continuaria a escrever sua versão de The Vampire Diaries antes de ser despedida pela editora Harper Teen/Alloy. Smith continuaria a escrever seus livros no Amazon Kindle como fan fiction e não faria parte da série oficial. O arco de Evensong iria começar de onde The Return: Midnight havia parado e se passa em um mundo alternativo da série oficial que segue Midnight. Os três títulos da trilogia Evensong incluem Paradise Lost, The War of Roses e Into the Wood. Embora os dois primeiros títulos tenham sido lançados em 2014, Into the Wood ainda não havia sido lançado em janeiro de 2021. No entanto, L. J. Smith revelou que o romance será lançado através do Kindle Worlds.

## Publicações

### The Vampire Diaries
| Título        | ISBN (EUA)             | N.º de Páginas | Lançamento original   | Título em Português               | Escrito por |
| ------------- | ---------------------- | -------------- | --------------------- | --------------------------------- | ----------- |
| The Awakening | ISBN 978-1-4449-0071-2 | 253            | 1 de setembro de 1991 | O Despertar Despertar             | L. J. Smith |
| The Struggle  | ISBN 978-0-06-199076-2 | 313            | 1 de outubro de 1991  | O Confronto Conflito              | L. J. Smith |
| The Fury      | ISBN 978-0-06-199077-9 | 285            | 1 de novembro de 1991 | A Fúria Fúria                     | L. J. Smith |
| Dark Reunion  | ISBN 978-0-06202058-1  | 320            | 1 de maio de 1992     | Reunião Sombria Reunião Sangrenta | L. J. Smith |

### Coletânias
- The Awakening & The Struggle (2007) (ISBN 978-1-41-782599-8)
- The Fury & Dark Reunion (2007) (ISBN 978-0-06-114098-3)

### The Vampire Diaries - The Return
| Título                   | ISBN (EUA)             | N.º de Páginas | Lançamento original     | Título em Português                                         | Escrito por |
| ------------------------ | ---------------------- | -------------- | ----------------------- | ----------------------------------------------------------- | ----------- |
| The Return: Nightfall    | ISBN 978-0-06-172080-2 | 592            | 10 de fevereiro de 2009 | O Retorno: Anoitecer Damon, o Regresso                      | L. J. Smith |
| The Return: Shadow Souls | ISBN 978-0-06-172083-3 | 599            | 16 de março de 2010     | O Retorno: Almas Sombrias Damon, o Regresso: Almas Sombrias | L. J. Smith |
| The Return: Midnight     | ISBN 978-0-06-172085-7 | 567            | 15 de março de 2011     | O Retorno: Meia-noite Damon, o Regresso: Meia-noite         | L. J. Smith |

### The Vampire Diaries - The Hunters
| Título                      | ISBN (EUA)             | N.º de Páginas | Lançamento original   | Título em Português      | Escrito por |
| --------------------------- | ---------------------- | -------------- | --------------------- | ------------------------ | ----------- |
| The Hunters: Phantom        | ISBN 978-0-06-201769-7 | 408            | 25 de outubro de 2011 | Caçadores: Espectro      | Ghostwriter |
| The Hunters: Moonsong       | ISBN 978-0-06-201771-0 | 382            | 13 de março de 2012   | Caçadores: Canção da Lua | Ghostwriter |
| The Hunters: Destiny Rising | ISBN 978-0-06-201773-4 | 400            | 23 de outubro de 2012 | Caçadores: Destino       | Ghostwriter |

### The Vampire Diaries - The Salvation
| Título                  | ISBN (EUA)             | N.º de Páginas | Lançamento original   | Escrito por  |
| ----------------------- | ---------------------- | -------------- | --------------------- | ------------ |
| The Salvation: Unseen   | ISBN 978-1-47-780967-9 | 306            | 2 de maio de 2013     | Aubrey Clark |
| The Salvation: Unspoken | ISBN 978-1-61-218462-3 | 308            | 7 de novembro de 2013 | Aubrey Clark |
| The Salvation: Unmasked | ISBN 978-1-47-782335-4 | 302            | 8 de maio de 2014     | Aubrey Clark |

## Adaptações

### Série de televisão
Em 6 de fevereiro de 2009, Variety anunciou que a The CW Television Network faria um piloto de uma série de televisão baseada nos livros, chamada The Vampire Diaries, com os escritores Kevin Williamson e Julie Plec também agindo como protudores executivos. A série seria estrelada por Nina Dobrev, Paul Wesley e Ian Somerhalder. Em 19 de maio 2009, o piloto foi ao ar e a CW encomendou uma temporada inteira para 2009-2010.

### The Vampire Diaries - Stefan's Diaries
Stefan's Diaries é uma série de seis romances baseados na série de TV, atribuídos a Lisa Jane Smith, mas na verdade escritos por ghostwriters. Eles contam o passado de Stefan e Damon desde a chegada de Katherine. Como foram escritas durante a transmissão da série, algumas coisas diferem, como a história dos Vampiros originais.
| Título                          | ISBN (EUA)             | N.º de Páginas | Lançamento original   | Título em Português                                                    | Escrito por |
| ------------------------------- | ---------------------- | -------------- | --------------------- | ---------------------------------------------------------------------- | ----------- |
| Stefan's Diaries: Origins       | ISBN 978-0-06-200393-5 | 237            | 2 de novembro de 2010 | Diários de Stefan: Origens Os Diários de Stefan: Origens               | Ghostwriter |
| Stefan's Diaries: Bloodlust     | ISBN 978-0-06-200394-2 | 256            | 4 de janeiro de 2011  | Diários de Stefan: Sede de Sangue Os Diários de Stefan: Sede de Sangue | Ghostwriter |
| Stefan's Diaries: The Craving   | ISBN 978-0-06-200395-9 | 234            | 3 de março de 2011    | Diários de Stefan: Desejo                                              | Ghostwriter |
| Stefan's Diaries: The Ripper    | ISBN 978-0062113931    | 241            | 8 de novembro de 2011 | Diários de Stefan: Estripador                                          | Ghostwriter |
| Stefan's Diaries: The Asylum    | ISBN 978-0062113955    | 221            | 17 de janeiro de 2012 | Diários de Stefan: Asilo                                               | Ghostwriter |
| Stefan's Diaries: The Compelled | ISBN 978-0062113986    | 222            | 12 de março de 2012   | -                                                                      | Ghostwriter |

### Vídeo game
A série foi adaptada para um videogame de terror e aventura de apontar e clicar, lançado em 1996 pela HeR Interactive. Conta a história da adolescente Elena Gilbert, que, ao visitar uma galeria de arte, testemunha sua irmã mais nova sendo vítima de um animal parecido com um morcego. Surgem suspeitas entre os cidadãos de Fells Church de que um vampiro pode estar caminhando entre eles. Foi feito no auge da popularidade de jogos de filmes interativos e apresenta atores e filmagens de ação ao vivo.

## Prêmios
| Ano  | Prêmio              | Categoria      | Resultado |
| ---- | ------------------- | -------------- | --------- |
| 2010 | Kids' Choice Awards | Livro Favorito | Indicado  |